# Höstets naturreservat
Höstets naturreservat är ett naturreservat i Älvdalens kommun i Dalarnas län.
Området är naturskyddat sedan 2024 och är 3 477 hektar stort. Reservatet ligger vid östra stranden av Österdalälven och består av äldre brandpräglad tallskog med inslag av barrblandskog och lövträd samt våtmarker.